# Heartist
Heartist est un groupe américain de post-hardcore, originaire du comté d'Orange, en Californie.

## Histoire
Ils se sont formés début 2011 après le départ des guitaristes Jonathan Gaytan et Tim Koch, et retrouvent Bryce Beckley, qui avait également quitté son groupe, Evan Ranallo et Matt Marquez, qui jouait avec Norma Jean. Leur première sortie, l'EP Nothing You Didn't Deserve, sort le 16 octobre 2012,. À la suite du départ de Gaytan, Robby DeVito prend le relais en tant que guitariste. 
Ils sortent leur premier album studio, Feeding Fiction, en 2014. Il est produit par David Bendeth, qui a déjà travaillé avec des groupes tels que Paramore, Of Mice and Men et Breaking Benjamin. Le 14 avril 2014, le groupe publie le premier single, Pressure Point, issu de leur premier album.

## Discographie

### Albums studio
- 2014 : Feeding Fiction

### EP
- Nothing You Didn't Deserve
- Sleep

### Singles
- 2014 : Skeletons (no 40 US Mainstream Rock Songs)
- 2015 : Ignite
- 2024 : Borealis